# Ленінський район (Ростов-на-Дону)
47°14′00″ пн. ш. 39°42′00″ сх. д. / 47.23333° пн. ш. 39.7° сх. д.
Ле́нінський райо́н міста Ростов-на-Дону — найбільший промисловий, торгово-підприємницький, культурний та науково-освітній «районний мегаполіс» з населенням близько 80 тис. осіб. Сформовано в 1920 році з найменування Темерніцкая, після смерті В.І. Леніна перейменовано в Ленінський. У 1937 році частина території Ленінського району, що знаходиться за річкою Темерник, була передана Залізничному району.

## Економіка
Загальна кількість підприємств, організацій, установ - 5 605, в тому числі недержавних - 5 450. Основу промислового потенціалу району становлять 22 великих і середніх підприємства це «Ростовський комбінат хлібопродуктів», «Донська шкіра», «Донський цеглина», Завод «Агат», «Ростовбумага», «Ростовенерго» та інші.

## Освіта
Ленінський район займає особливе місце в місті Ростові-на-Дону з освіти: в районі 5 вузів - Ростовський державний архітектурний інститут, Ростовська державна консерваторія ім. С.Рахманінова, Північно-Кавказька академія державної служби, Ростовський філія Російської митної академії та 5 коледжів - будівельна, фінансово-економічний, зв'язку та інформатики, радіопріборостроенія, автодорожній, технікум кіно і телебачення, технікум залізничного транспорту. Велика увага приділяється шкільним і дошкільним закладам, так у 2005 році зданий спортивний комплекс на базі школи № 70. Це перший шкільний стадіон у Ростові-на-Дону, проект якого виконаний за європейським стандартом.

## Культура
Ленінський район є великим культурним центром, тут сконцентровані основні установи культури: Палац спорту, Палац творчості молоді, Палац культури - будівельників, «Енергетик», освітньо-культурний музичний центр ім. Кіма Назаретова, кінотеатр «Киномакс-Перемога». Люди всіх поколінь і віків із задоволенням відвідують центральний парк культури і відпочинку ім. М.Горького і парк ім. 8 Березня.
На території району розташовані 268 пам'ятників архітектури, історії та культури.

## Архітектура району

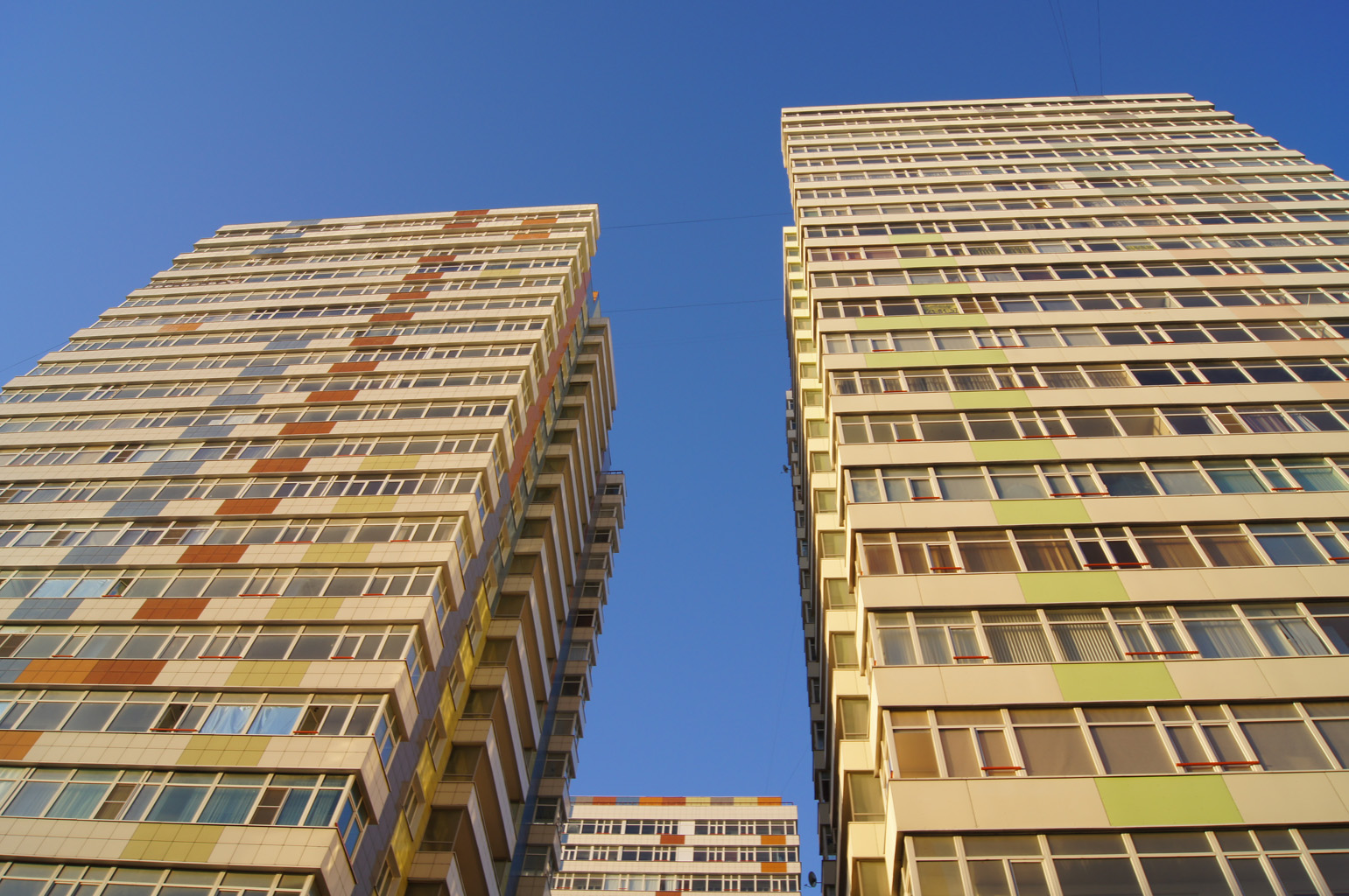
Житловий комплекс "Олімп Тауерс" — найвищі будівлі Ростова-на-Дону

Історична забудова району представлена малоповерховими за сучасними мірками будівлями "купецької забудови". Багато будівель, в тому числі мають статус пам'яток, мають високий процес зносу. Нова забудова району здійснюється і комплексно, і точково. Нерідкі приклади невдалого з точки зору архітектури точкового будівництва, найбільш яскравим прикладом є бізнес-центр "Купецький двір".
У 2004 зведено дзвіницю на території собору Пресвятої Богородиці, біля цього собору у вересні 1999 споруджений пам'ятник засновнику міста Ростова Димитрію Ростовському. 4 жовтня 2000, в День обрітення мощей Святителя Димитрія, митрополита Ростовського, в парку ім. 8 березня було закладено камінь в підставі побудованого храму в ім'я святителя Димитрія Ростовського. Спільно з будівництвом храму була упорядкована територія парку.
З 2009 року Ленінський район є володарем найвищих будівель у місті — 23-24 поверхових будинків максимальною висотою 92 метра в складі комплексу "Олімп Тауерс" у районі Гвардійської площі

## Вулиці
- Велика Садова вулиця
- Берегова вулиця
- Бондаренко вулиця
- Братський провулок
- Будьонівський проспект
- Газетний провулок
- Гайдара вулиця
- Доломановскій провулок
- Зявкіна вулиця
- Катаєва вулиця
- Червоноармійська вулиця
- Максима Горького вулиця
- Маркова вулиця
- Мечникова вулиця
- Московська вулиця
- Подтєлкова вулиця
- Поштова вулиця (вул. Станіславського)
- Пушкінська вулиця
- Семашко проспект
- Серафимовича вулиця
- Сіверса проспект
- Згоди вулиця
- Соляний узвіз
- Станіславського вулиця
- Темерніцкая вулиця
- Філімоновской вулиця
- Халтуринський провулок
- Черепахина вулиця